# Ірина Грецька
Ірина Грецька і Данська (грец. Πριγκίπισσα Ειρήνη της Ελλάδας και Δανίας нар. 11 травня 1942, Кейптаун) — принцеса Грецька і Данська, сестра короля Греції Костянтина II і іспанської королеви Софії.

## Біографія
Принцеса Ірина народилася 11 травня 1942 року в столиці Південно-Африканської республіки Кейптауні, де Грецька королівська сім'я перебувала у вигнанні через німецько-італійсько-болгарську окупацію своєї країни. Батьком Ірини був грецький король з роду Глюксбургів Павло I, матір'ю — королева Фредеріка, уроджена принцеса Ганноверська, Великобританська та Ірландська, внучка імператора Вільгельма II. Її сестрою є королева Іспанії Софія, а братом — король Греції Костянтин II. Хрещеним батьком став тодішній прем'єр-міністр Південно-Африканського Союзу фельдмаршал Ян Християн Сматсом.
Після закінчення громадянської війни, сім'я принцеси повернулася на батьківщину в Грецію, де і проживала до нового вигнання династії хвилею «чорних полковників» в 1967 році. Після цього принцеса разом з матір'ю деякий час проживала в індійському Мадрасі (нині Ченнаї), а потім переїхала до Іспанії, де проживає разом з сім'єю сестри в мадридському палаці Зарзуелла.
Ірина була ученицею відомої грецької піаністки Джини Бахауер. Досягнувши певних успіхів в грі на фортепіано, вона деякий час виступала зі своєю концертною програмою. Іншим відомим учителем принцеси став професор археології Феофано Арванітопулу. Вона вчилася також у німецькій школі в Салемі. Пізніше, вже проживаючи в Індії, принцеса вивчала філософію веданти у професора Т. М. П. Махадевана.
Крім гри на піаніно і археології, принцеса захоплюється культурою майя, НЛО і альтернативною медициною. Хоча, в 2002 році у неї був виявлений рак молочної залози, вона скористалася традиційною медициною. Ірина говорить на п'яти мовах: грецькою, англійською, французькою, іспанською та німецькою.
Деякий час молода принцеса зустрічалася з принцом Мішелем Французьким, графом Евреським — одним із синів глави французького королівського дому Генріха VI, графа Паризького. Ходили чутки, що нареченим Ірини є нинішній король Норвегії Харальд V, писали про її романи з доном Гонсало Бурбоном, герцогом Аквитанським, або Хесусом Агірре (який став другим чоловіком 18-ї герцогині Альба). В результаті вона не вступила в шлюб і не має дітей.
У 1985 році Європейська економічна спільнота ухвалила рішення штучно скоротити виробництво молока, для чого було потрібно знищити 4 мільйони голів великої рогатої худоби. Саме Ірина Грецька організувала перевіз тисяч корів в Індію, де з тваринами поводяться більш м'яко. У наступному році принцеса стала засновницею і президентом благодійної організації «Мир в гармонії», яка покликана сприяти розвитку солідарності між народами і співчуття до тварин. Вона також співпрацює з іншими благодійними фондами та культурними організаціями.
У 1993 році принцеса Ірина отримала можливість відвідувати свою батьківщину, що і робить з тих пір кілька разів на рік. А в 2002 році їй було передано 900 000 євро від уряду Грецької республіки в якості компенсації за арешт майна королівської сім'ї.
Принцеса підтримує прекрасні відносини з усіма своїми іспанськими і грецькими родичами. Її племінниця інфанта Крістіна Іспанська, герцогиня Пальма-де-Майоркська, навіть назвала свою дочку на честь улюбленої тітки і попросила її стати хресною матір'ю для маленької доньї Ірини Урдангарін. Пізніше принцеса Ірина стала хрещеною матір'ю сина принцеси Калини Болгарської, Симеона Хасана Муньоса.
У 2007 році Ева Келада видала іспанською мовою біографію Ірини під назвою «Ірина Грецька. Принцеса-бунтарка». Вона провела багато часу в бесідах з принцесою, яка розповіла їй про все своє життя, родину, роботу на благодійному терені.
На даний момент принцеса Ірина займає 578 місце в спадкуванні трону Великої Британії та британських домініонів.

## Титули і нагороди

### Титул
- 11 травня 1942 -: Її Королівська Високість Принцеса Грецька і Данська

### Нагороди
- Дама Великого хреста ордена Спасителя
- Дама Великого хреста Королівського династичного ордена Святих Ольги і Софії
- Дама Великого хреста Священного Військового Костянтинівського ордена Святого Георгія (1962)
- Дама Великого хреста таїландського блискучого ордена Чула Чом Клао (лютий 1963)
- Дама данського ордена Слона (11 вересня 1964)